# Манал ел Шериф
Манал ел Шериф (арап. منال الشريف, Manāl al Šarīf; рођена 25. априла 1979) саудијска је активисткиња за права жена, која је 2011. помогла започињању кампање права жена на вожњу. Као део ове кампање, док је возила аутомобил, њу је снимала активисткиња за права жена која је раније снимала себе током вожње, Ваџиха ел Хувајдер. Видео снимак је постављен на Јутјуб и Фејсбук. Манал ел Шериф је била приведена и пуштена је на слободу 21. маја, а затим поново ухапшена следећег дана. Дана 30. маја, пуштена је уз кауцију, под условом да се врати на испитивање ако то буде затражено, да не вози и не разговара с новинарима. Њујорк Тајмс и Асошијетед прес су направили паралелу између кампање жена возача и ширег обрасца арапског пролећа, као и дугим трајањем њеног притвора због страха саудијских власти од могућих протеста.
Након своје кампање, Манал ел Шериф је остала активна критичарка власти Саудијске Арабије, твитујући о разним проблемима, попут заробљених радница из иностранства, неорганизовање избора за Шура савет, као и убиства Ламе ел Гамди. Њен рад су препознали Форен Полиси, Тајм и Форума за слободу у Ослу.

## Биографија
Манал ел Шериф је дипломирала на Универзитету Краља Абдулазиза, и добила звање бачелор рачунарства. До маја 2012. године радила је као саветник за информациону безбедност за Саудијску националну нафтну компанију Арамко. Она је такође писала за ал Хајат, саудијске дневне новине. Њена прва књига, Daring to Drive: a Saudi Woman's Awakening, објављена је у јуну 2017. године. Књига је преведена и на немачки, арапски, турски и дански језик. Манал живи у Аустралији, а удата је за Бразилца.

## Кампање о женским правима
Поред своје професионалне каријере, Манал ел Шериф већ дуги низ година води кампању за права жена у Саудијској Арабији. Према Њујорк Тајмсу, она „је позната по указивању на недостатак права жена”. Што се тиче женске кампање за слободну вожњу из 2011. године, Амнести Интернешнел је изјавила да „Манал ел Шериф прати дугу традицију активисткиња широм света које су искорачиле како би приказале и преиспитале дискриминаторне законе и политике”.
Године 2011, група жена, заједно са Манал ел Шериф, покренула је кампању на Фејсбуку под називом „Научи ме да возим како бих се заштитила” или Women2Drive, која се бори за дозвољавање женама да возе. Кампања позива жене да почну да возе од 17. јуна 2011. До 21. маја 2011. године, око 12.000 пратилаца странице на Фејсбуку изразило је своју подршку. Ел Шериф описује акцију као деловање у оквиру женских права а „не протест”. Ваџиха ел Хувајдер је била импресионирана кампањом и одлучила је да помогне.
Крајем маја исте године, Манал ел Шериф је возила свој аутомобил у Хобару, док ју је снимала Ваџиха ел Хувајдер. Видео снимак је објављен на Јутјубу и Фејсбуку, а на њему је ел Шериф рекла: „Ово је волонтерска кампања која помаже девојкама ове земље [да науче да возе]. Барем у случајевима ванредних ситуација, не дај боже, шта ако ако неко ко их вози добије срчани удар?” Њу је 21. маја притворила верска полиција и пуштена је након шест сати. До 23. маја 2011. године, снимак је погледало око 600.000 људи.
Видео снимак Маналине вожње на Јутјубу је постао недоступан на својој изворној локацији, Фејсбук страница кампање је избрисана, а Твитер налог који је користила ел Шериф је „копиран и измењен". Пратиоци су поново објавили оригинални видео и Фејсбук страницу и сажетак пет Маналиних препоручених правила за кампању 17. јуна објављени су на блогу и од стране Њујорк Тајмса.
Дана 22. маја, Манал ел Шериф је поново ухапшена, а новинари су испитивали генералног директора саудијске Управе за саобраћај, генерал-мајора Сулејмана ал Аџлана у вези са саобраћајним прописима везаним за вожњу жена. Ал Аџлан је изјавио да новинари треба да поставе то питање члановима Консултативне скупштине Саудијске Арабије. РТБФ је изјавио да је Манал ел Шериф осуђена на петодневну затворску казну.
Њујорк Тајмс је описао Маналину кампању као „полет протестних покрета" који је влада Саудијске Арабије покушала „брзо угасити". Новинска агенција Асошијетед Прес је изјавила да су саудијске власти „жешће него обично напале Манал ел Шериф, увидевши да њен случај постаје позив за младе који жуде за променама" у јеку Арапског пролећа. Обе новинске организације повезивале су дуго трајање Маналиног притвора са страхом саудијских власти од ширења протестног покрета у Саудијској Арабији. Амнести Интернешнел је прогласила Манал ел Шериф затвореником из савести и позвала на њено непосредно и безусловно пуштање на слободу.
Дан након хапшења Манал ел Шериф, још једна жена је приведена због вожње аутомобила. Возила је са још две жене у колима у ел Расу и била је затворена од стране саобраћајне полиције у присуству верске полиције. Ослобођена је након што је потписала изјаву да више неће возити. У реакцији на хапшење Манал ел Шериф, још неколико жена из Саудијске Арабије објавило је своје видео снимке током следећих дана. Дана 26. маја су власти изјавиледа ће Манал остати у притвору до 5. јуна 2011. године, према Валиду Абу ал Хајру. Манал ел Шериф је условно пуштена на слободу 30. маја. Њен адвокат Аднан ал Салих потврдио је да је оптужена за „подстицање жена на вожњу" и „узбуркивање јавног мњења". Услови Маналиног ослобађања укључивали су кауцију, одазивање позиву на испитивање ако се то од ње затражи, престанак вожње и неразговарање с новинарима. Као могући разлози за Маналино рано пуштање, Национал наводи писмо које је Манал лично написала краљу Абдулаху, онлајн петиција краљу, коју је потписало 4500 Саудијаца „прилив индигнације и чуђења од стране Саудијаца и критичара из иностранства да је госпођа ел Шериф била ухапшена због нечега што није морално нити кривично дело".
Манал је поднела приговор Генералној дирекцији за саобраћај у Ријаду 15. новембра 2011. због тога што су званичници одбацили њен захтев за издавање возачке дозволе. Самар Бадави је поднела сличну тужбу 4. фебруара 2012. године.

## Признања
Часопис Foreign Policy је именовао Манал ел Шериф једном од Топ 100 глобалних мислилаца током 2011. године, и она се налази на Форбсовој листи жена које су (накратко) заблистале исте године. The Daily Beast ју је именовао једном од неустрашивих жена 2012. године, а часопис Тајм ју је прогласио за једну од 100 најутицајнијих људи 2012. године. Манал је такође била једна од три особе којима је додењена прва годишња награда Вацлава Хавела за креативни пркос на Форуму за слободу у Ослу.